# Гленвуд (Юта)
Гленвуд (англ. Glenwood) — місто (англ. town) в США, в окрузі Севір штату Юта. Населення — 474 особи (2020).

## Географія
Гленвуд розташований за координатами 38°45′45″ пн. ш. 111°59′17″ зх. д. / 38.76250° пн. ш. 111.98806° зх. д. (38.762454, -111.988082).  За даними Бюро перепису населення США в 2010 році місто мало площу 1,40 км², уся площа — суходіл.

## Демографія
Згідно з переписом 2010 року, у місті мешкали 464 особи в 162 домогосподарствах у складі 130 родин. Густота населення становила 332 особи/км².  Було 198 помешкань (142/км²).
Расовий склад населення:
| - 98,9 % — білих - 0,4 % — азіатів |

До двох чи більше рас належало 0,6 %. Частка іспаномовних становила 0,6 % від усіх жителів.
За віковим діапазоном населення розподілялося таким чином: 28,4 % — особи молодші 18 років, 56,1 % — особи у віці 18—64 років, 15,5 % — особи у віці 65 років та старші. Медіана віку мешканця становила 38,3 року. На 100 осіб жіночої статі у місті припадало 110,9 чоловіків;  на 100 жінок у віці від 18 років та старших — 95,3 чоловіків також старших 18 років.
Середній дохід на одне домашнє господарство  становив 93 544 долари США (медіана — 68 869), а середній дохід на одну сім'ю — 84 780 доларів (медіана — 72 500). За межею бідності перебувало 8,6 % осіб, у тому числі 9,1 % дітей у віці до 18 років та 2,4 % осіб у віці 65 років та старших.
Цивільне працевлаштоване населення становило 255 осіб. Основні галузі зайнятості: освіта, охорона здоров'я та соціальна допомога — 22,0 %, сільське господарство, лісництво, риболовля — 12,5 %, мистецтво, розваги та відпочинок — 11,4 %, роздрібна торгівля — 11,0 %.